# 1865 Cérbero
Cérbero (asteroide 1865, com a designação provisória 1971 UA) é um asteroide cruzador de Marte. Possui uma excentricidade de .466856373359061 e uma inclinação de 16.09º.
Este asteroide foi descoberto no dia 26 de outubro de 1971 por Luboš Kohoutek em Hamburg-Bergedorf.
Este asteroide recebeu este nome em homenagem a Cérbero da mitologia grega.